# Антті Суміала
Антті Суміала (фін. Antti Sumiala, нар. 20 лютого 1974, Порі) — фінський футболіст, що грав на позиції нападника, зокрема за національну збірну Фінляндії.

## Клубна кар'єра
У дорослому футболі дебютував 1989 року виступами за ППТ (з 1992 року отримала назву «Джаз»). В сезоні 1993 року забив 20 голів у 29 іграх, ставши найкращим бомбардиром фінської футбольної першості і допомігши команді вибороти титул чемпіона Фінляндії.
Того ж 1993 року забивного нападника запросили до бельгійського «Локерена». Вже наступного року перебрався до данського «Ікаста», після чого у 1994–1999 роках грав у Нідерландах за «Еммен», «Неймеген» та «Твенте».
У 1999–2000 роках грав на батьківщині за «Йокеріт», після чого протягом 2000-х років встиг пограти у чемпіонатах шести різних країн — у Німеччині за «Ройтлінген», у Туреччині за «Йозгатспор» та «Себатспор», у Швеції за «Норрчепінг», у ліхтенштенському «Вадуці», американському «Канзас-Сіті Візардс», а також на батьківщині за «Джаз» та «ПоПа».
Останню гру на полі провів 2010 року у складі команди «Муза».

## Виступи за збірну
1992 року дебютував в офіційних матчах у складі національної збірної Фінляндії.
Загалом протягом кар'єри в національній команді, яка тривала 13 років, провів у її формі 38 матчів, забивши 9 голів.

## Титули і досягнення
- Чемпіон Фінляндії (1):

«Джаз»: 1993
- Володар Кубка Ліхтенштейну (1):

«Вадуц»: 2004-2005